# Robert Clark (zapaśnik)
Robert Thomas Stanley Clark (ur. 27 grudnia 1939 w Melbourne) – australijski zapaśnik walczący w obu stylach. Olimpijczyk z Rzymu 1960, gdzie zajął dziewiętnaste miejsce w stylu klasycznym i 21. miejsce w wolnym. Walczył w kategorii do 73 kg.
Uczestnik igrzysk Imperium Brytyjskiego i Wspólnoty Brytyjskiej w 1966 roku.

## Letnie Igrzyska Olimpijskie 1960
| Konkurencja          | Rundy eliminacyjne       | Rundy eliminacyjne       | Rundy eliminacyjne           | Klas. końcowa |
| Konkurencja          | Przeciwnik I             | Przeciwnik II            | Przeciwnik III               | Miejsce       |
| -------------------- | ------------------------ | ------------------------ | ---------------------------- | ------------- |
| 73 kg styl klasyczny | Franco Benedetti (ITA) P | Bernard Philippe (LUX) Z | Hans-Jörg Hirschbühl (SUI) P | 19.           |

| Konkurencja      | Rundy eliminacyjne     | Rundy eliminacyjne | Klas. końcowa |
| Konkurencja      | Przeciwnik I           | Przeciwnik II      | Miejsce       |
| ---------------- | ---------------------- | ------------------ | ------------- |
| 73 kg styl wolny | Karl Bruggmann (SUI) P | Kurt Boese (CAN) P | 21.           |